# Malo-Joseph de Garaby
Malo-Joseph de Garaby (1797-1855), est un chanoine honoraire de Saint-Brieuc, aumônier et régent de rhétorique au collège de Saint-Brieuc. Il écrivit plusieurs monographies sur la Bretagne religieuse.
Malo-Joseph de Garaby est notamment l'auteur du livre publié en 1839 : la vie des bienheureux et des saints de Bretagne, pour tous les jours de l'année. Ce livre est une source importante sur la vie des saints de Bretagne. 